# Cheshmeh Ḩaqqī
Cheshmeh Ḩaqqī (persiska: چشمه حقی, Boneh-ye Ḩaqqī) är en ort i Iran.   Den ligger i provinsen Khuzestan, i den centrala delen av landet, 400 km söder om huvudstaden Teheran. Cheshmeh Ḩaqqī ligger 750 meter över havet och antalet invånare är 166.
Terrängen runt Cheshmeh Ḩaqqī är huvudsakligen kuperad, men åt sydost är den platt.Runt Cheshmeh Ḩaqqī är det ganska glesbefolkat, med 48 invånare per kvadratkilometer. Närmaste större samhälle är Shū Gol-e Ḩājjīvand, 16,2 km söder om Cheshmeh Ḩaqqī. Omgivningarna runt Cheshmeh Ḩaqqī är i huvudsak ett öppet busklandskap.